# Le commerce entre la Nouvelle-France et les Antilles au XVIIIe siècle
Le commerce entre la Nouvelle-France et les Antilles au XVIIIe siècle, rédigé par l'auteur canadien Jacques Mathieu en 1981, établit un rapport détaillé des relations économiques entre la Nouvelle-France et les Antilles qui se développèrent au XVIIIe siècle, dans le cadre du Commerce triangulaire. Envisageant le phénomène avec une perspective québécoise et canadienne et non plus française, l'ouvrage contraste avec la grande majorité des œuvres produites sur le sujet, l'éclairant donc sous une lumière nouvelle. On note également l'emploi de techniques novatrices quant à la documentation, notamment avec son choix d'analyser des documents canadiens peu, voire pas exploités. Jacques Mathieu est un spécialiste de l'histoire de la Nouvelle-France et un ancien professeur de l'Université Laval, et qu'il y a aussi travaillé en tant qu'administrateur et chercheur.

## Contexte historiographique
Au début des années 1980, il y avait peu de chercheurs et d'historiens natifs des anciens territoires colonisés qui abordèrent le sujet de l'épisode colonial de la France. La très grande majorité des contributions à ce sujet provenaient d'auteurs français. De plus, ceux-ci traitèrent du sujet avec une vision strictement française, privilégiant ainsi le point de vue de la métropole. Toute la documentation provient également des archives françaises. Dans cette optique on peut mentionner Paul Butel, qui avec la publication de son ouvrage Histoire des Antilles françaises: XVIIe – XXe siècle aborde l'histoire des Antilles sous une perspective très coloniale. Bien d'autres historiens aux pratiques similaires peuvent être identifiés, tels que « Tarrade, Meyer, Delumeau ou Boutruche ».  
En publiant son ouvrage, Mathieu permit enfin un apport significatif des Canadiens au phénomène du commerce intercolonial, en éclairant plusieurs facettes qui restaient jusque-là inconnues. De plus, les centres d'archives canadiens sur lesquels il se basa amenèrent de nouveaux éléments de réponse à la problématique.                               
Les anciens pays colonisés commencèrent au cours des décennies 1980 et 1990 à tenter de s'approprier leur histoire et de la valoriser, en écrivant à leur tour des ouvrages en lien avec l'histoire de la colonisation, afin de ne plus laisser ce monopole aux Européens. Cet ouvrage s'inscrit donc dans cette tendance, puisqu'on cherche à présenter les faits sous une perspective qui est d'abord canadienne et donc relative aux peuples anciennement colonisés. On met en valeur l'ampleur des liens économiques existants entre les colonies françaises de l'Amérique, de manière indépendante face à la métropole, soulignant ainsi leur caractère de nations.                              
Également, son livre s'inscrit dans une démarche de position critique en ce qui a trait à la documentation, un élément qui est récurrent lors de l'appropriation du fait colonial par des auteurs d'anciens pays colonisés.                            
Toutefois, le langage qui est adopté par l'auteur est très neutre et objectif, car le sujet abordé est économique. Il ne s'inscrit donc totalement pas dans les nouvelles tendances plus récentes des études du postcolonialisme visant à effectuer une révision de l'histoire coloniale. Les principaux auteurs qui établirent les bases de ce genre furent Frantz Franon, Albert Memmi et plus particulièrement Edward Said, avec la sortie en 1978 de son célèbre ouvrage L'Orientalisme. Ils cherchent à s'attaquer aux visions européennes dont les peuples colonisés ont été visés. Ce genre privilégie des thèmes portant sur l'identité et les représentations. Ces nouvelles approches préconisent également de sortir des seuls centres d'archives occidentaux quant à la documentation, ce qui n'est pas le cas avec cet ouvrage.                            
Il est à noter que cet ouvrage a eu peu de reconnaissance dans la communauté scientifique et historienne. L'élément principal à mettre en cause semble être le fait qu'il parut avant l'ère d'Internet, devenant alors plus difficile pour son auteur québécois de se faire entendre de l'autre côté de l'Atlantique, où brille le monde scientifique francophone.                                   

## Description du contenu
La bibliographie établit dans un premier temps la liste des sources manuscrites, provenant des centres d'archives du Canada et de France. Les ouvrages généraux sont mentionnés par la suite, de même que les études spécialisées et complémentaires. Une liste présente également les instruments de travail utilisés. C'est donc une riche bibliographie qui compte un nombre impressionnant de sources primaires et secondaires, ajoutant à la précision de l'ouvrage. 

### Introduction
Mathieu fait d'abord un point essentiel en rapport avec les sources qu'il utilisa dans sa recherche. On apprend que son étude se base essentiellement sur des types de documents qui sont plus rarement exploités, tels que « les données du trafic maritime enregistrées au Canada, la correspondance des administrateurs et les registres de port de l'île royal et les registres de port des Antilles françaises ». Ces documents furent dénichés dans les centres d'archives français et québécois. Il établit ainsi une critique des sources habituellement utilisées, en soulignant comment les états de commerce peuvent très facilement être sujets à des erreurs. Il spécifie que les documents antillais sont particulièrement précieux, car les administrateurs postés aux Antilles consignaient des rapports commerciaux qui étaient bien plus détaillés et précis par rapport à ceux produits par leurs homologues en Nouvelle-France. Il est donc pour ces raisons cruciale de confronter les données des documents canadiens avec les statistiques antillaises. Mathieu souligne comment cette distance critique pourtant nécessaire face aux sources ne fut pas appliquée par nombre d'historiens qui traitèrent de la question du commerce intercolonial, se contentant d'une lecture « rapide et superficielle »  des données. Sa recherche s'inscrit donc dans une volonté de rétablir la vérité sur le phénomène du commerce intercolonial, à l'aide des bons outils.    

### Chapitre un: «La reprise des échanges»
En premier lieu, on décrit l'origine du commerce liant les colonies françaises de l'Amérique, soit entre les Antilles au sud et la Nouvelle-France au nord. C'est Jean Talon, l'intendant de la Nouvelle-France des années 1655 et 1670, qui posa les bases de ce commerce intercolonial, prétextant que cela permettrait un essor de la colonie. Mathieu explique que ce premier contact économique ne se poursuivra pas après le départ de l'intendant. Cette mise en contexte établie, un portrait précis des colonies au début du XVIIIe siècle est ensuite dressé, en détaillant leurs populations, leurs territoires de même que leur situation économique. C'est ainsi qu'on apprend que la Nouvelle-France se trouvait dans une situation soi-disant « critique » , l'économie étant en situation précaire dû au fait que le commerce des fourrures n'était plus lucratif comme jadis. Les Canadiens devaient donc se tourner vers de nouvelles activités commerciales. C'était également une période marquée par un retour à la terre, favorisant donc des surplus agricoles. Quant aux Antillais, ceux-ci avaient grand besoin de vivres, étant donné que leur sol n'offrait pas de pousses qui pouvaient à elles seules subvenir à une population. Rapidement, les administrateurs des colonies réalisèrent à quel point il serait bénéfique d'augmenter les échanges économiques. Les Antillais exportaient vers la Nouvelle-France des produits qui se vendaient mal en Europe, tels « la tafia, la guildive, le sirop, le cacao »  et recevaient en échange de la morue, du saumon, des pois et de la farine.  

### Chapitre deux: «La réglementation du commerce»
Ce chapitre fait majoritairement état de toutes les réglementations et des règles s'appliquant au commerce liant les colonies françaises de l'Amérique. Les fondements du système économique mercantiliste de la France sont d'abord présentés, où l'industrie était plus valorisée que le commerce. Les matières premières des colonies sont exportées en masse vers la métropole, qui elle lui vend des produits manufacturés fabriqués à partir de ces mêmes ressources. L'attitude de Paris face au développement de ce commerce intercolonial est par la suite illustrée. L'auteur souligne entre autres comment il y avait la présence de quelques réticences chez les officiels français, étant donné que ceux-ci souhaitaient garder le contrôle sur les colonies. Néanmoins, la réglementation exercée par la métropole connut quelques assouplissements qui sont bien détaillés par l'auteur, permettant de favoriser ce commerce intercolonial. Mathieu détaille les acteurs chargés de régir ce commerce, tout en spécifiant leurs fonctions et compétences. Il identifie entre autres le ministre de la marine, qui exerce une « surveillance étroite »  et le Domaine d'Occident, responsable de la « régie interne du commerce ». L'auteur note que la réglementation présentait une certaine lourdeur, les autorités cherchant à empêcher toutes sortes d'abus, passant par la fraude et la contrebande. De courtes listes présentent toutes les règles auxquelles les commerçants et les capitaines étaient soumis. Un tableau s'intitulant « Moyenne par navire des droits à payer à l'entrée en Nouvelle-France » présente ainsi le coût en livres de ces droits selon les années.   

### Chapitre trois: «Les opérations maritimes»
Ce chapitre fait état des différents acteurs qui sont au centre de ce commerce maritime et des nombreuses difficultés qui se manifestèrent pour ceux-ci, qu'elles soient « d'ordre technique, géographique, économique ou social » . Il prend le temps également de détailler l'équipement maritime et portuaire. On apprend ainsi que le capitaine de port avait de nombreuses responsabilités à sa charge et qu'il devait entre autres s'assurer de la bonne circulation des navires. Son autorité étant assurée par l'intendant. L'auteur fait ensuite part de tous les dangers qui pouvaient être rencontrés en mer, tels les tempêtes, les naufrages. Les circuits commerciaux sont par la suite détaillés, grâce à l'identification des principaux types de voyage. Mathieu fait ainsi part entre autres du circuit « France-Québec-Antilles » qui était une voie fréquemment empruntée par les navires. En relation avec ce qui avait été établi dans l'introduction quant à la documentation, l'auteur a indiqué avoir découvert à la lumière du croisement de sources de nombreuses erreurs dans les rapports portant sur la trajectoire des navires. Il fait part dans cette optique de l'exemple des nombreux capitaines antillais qui déclaraient se rendre à Louisbourg alors qu'en fait ils allaient plutôt jusqu'à Québec. Dans une sous-section s'intitulant « Navires et armements », quelques tableaux sont présentés décrivant les dépenses liées à un navire, de même que l'âge des différents membres des équipages. 

### Chapitre quatre: «Les procédés maritimes»
Ici, l'auteur explique les procédés maritimes liés au commerce et leur mise en place par les armateurs et les marchands. S'il se trouve que les revenus du commerce entre la Nouvelle-France et les Antilles sont minimes pour la France, ils sont au contraire importants pour le commerce de la Nouvelle-France. Comme le dit l’auteur, « (…) c’est une interdépendance complète qui réunissait les opérations maritimes et les procédés commerciaux », avec pour objectif de faire du profit. Ainsi, l’armateur, qui choisissait le capitaine, l’équipage et le navire, s’occupait aussi des affaires commerciales, ce qui était le plus important. L’auteur énumère trois méthodes de commerce : la première voyait s’unir des négociants et des capitaines de mêmes régions; la deuxième, l’armateur contrôlait tout, pour éviter les détournements frauduleux; la troisième, des plus communes, consistait à faire des liens avec un négociant d’une colonie adjacente.  L'auteur précise aussi que les représentants des grandes maisons, aux grands capitaux, se suffisaient à eux-mêmes, tandis que les plus petits marchands devaient obtenir de l’aide financière autrement. Ensuite, concernant les monnaies et capitaux, il existait trois types d’échanges : « le troc pur et simple, la monnaie-marchandise et la monnaie véritable ». C'est le produit étalon, comme la fourrure à Montréal ou le blé à Québec, qui fixait le cours des changes. Enfin, il ne faut pas oublier que bien que ce commerce connût de nombreuses entraves, comme les fraudes, cela n'empêchait pas l'avancée des échanges. 

### Chapitre cinq: «Le mouvement commercial»
Le cinquième chapitre vient aborder la question du mouvement commercial, qui est estimé selon le nombre de tonnage, de bâtiments et de la valeur des cargaisons, permettant d’analyser l’évolution des relations économiques entre la Nouvelle-France et les Antilles. De 1725 jusqu’à 1757, la Nouvelle-France avait un avantage sur les Antilles sur le nombre de navires, et donc il y avait plus de voyages vers les Antilles que l'inverse. L’explication est économique, car les armateurs préféraient la rareté des produits ou encore le meilleur rapport des produits canadiens. Ce qui favorisa l’ouverture de ce commerce est, entre autres, l’accroissement des voyages entre Louisbourg et Québec vers 1723-1730 et l’abondance des récoltes au Canada. Au total, c’est une croissance commerciale au fil des années qui y est remarquée, malgré les divers problèmes rencontrés. Ensuite, comme le nombre de voyages, le tonnage s’accroîtra aussi et la seule différence remarquée par l’auteur est l’écart, quoique petit, entre ces deux données dû au fait que le tonnage s'agrandissait, que les armateurs s’y intéressaient. Enfin, la composition des cargaisons s’est diversifiée avec la croissance du commerce et des voyages de navires. Si la fourrure n’intéressait pas les Antilles, les autres produits, comme le blé ou le bois y faisaient bonne vente. En Nouvelle-France, les commerçants achetaient des Antilles et des îles 45 produits différents, tels que le sucre ou le sel. Ainsi, le mouvement commercial s’est développé au fil des années avec la multiplication des voyages de navire, du commerce et des produits échangés.

### Chapitre six: «Le solde des échanges»
Ce sixième et dernier chapitre est voué au solde des échanges, qui permet de déterminer quelle colonie était avantagée. Si les études modernes à ce sujet sont faussées, c’est parce qu’il faut tenir compte de la diversité des valeurs qui n’ont pas de bases identiques. Aussi, les marchands de colonies privilégiées faisaient plus de profit, car ils pouvaient offrir plus de marchandises et donc gagner davantage. Il faut toutefois nuancer cette idée, car même si plusieurs marchands monopolisaient le marché en vendant moins cher que les domiciliés, ils pouvaient tirer peu voire pas de profits de leur vente, tant le nombre de marchandises sur le marché était élevé. De plus, marquant l’évolution rapide du solde des échanges, la somme des transactions des produits échangés double aux dix ans, passant de 400 000 livres dans les années 1730 jusqu’à 1 500 000 livres en 1750, en utilisant les données antillaises. Enfin, « la balance générale des comptes commerciaux de la Nouvelle-France avec les Antilles montre un déficit constant », car le peu de liquidité des colonies et leur endettement vis-à-vis la métropole impactaient sur les profits potentiels des colonies. Tout le Canada était alors dépourvu d’une infrastructure commerciale solide, et manquait de systèmes tels que les chambres d’assurance. Si le Canada, et la Nouvelle-France encore plus, étaient avantagés sur le solde des valeurs initiales des marchandises, cela leur a permis par la suite de devenir plus autonomes en construisant des bateaux et même une forteresse à Louisbourg. Tout cela fait que la colonie du nord était plus favorisée que les Antilles, grâce à l’offre et à la demande.

### Conclusion
Les échanges intercoloniaux varièrent donc d’un pays à l’autre suivant son économie. Pour la France, cette source de revenus était négligeable, tandis que pour la Nouvelle-France et les Antilles, ça leur a permis de se développer et de s’éloigner de la tutelle française. Aussi, ce commerce, dont les objets d’échanges étaient principalement le sucre des Antilles et les fourrures de la Nouvelle-France, permettait de limiter les échanges au commerce triangulaire, réduisant ainsi les contacts à l'étranger. Il ne faut toutefois pas oublier les soucis liés à ce système, comme les contrebandes ou les escroqueries, qui pouvaient nuire au mouvement commercial. Également, il est à noter que beaucoup de commerce fut établi avec la Nouvelle-Angleterre, à tel point que certains commissaires firent des permissions pour pouvoir faire de la traite avec les Anglais, notamment aux Antilles et à l’Île Royale. Toutefois, ces fraudes ont été positives, tant pour les colonies que les négociants, qui en tiraient profit.  Enfin, l’émancipation du commerce entre les colonies développa la production industrielle, que ce soit pour construire des navires ou encore pour produire du goudron ou du cuir.

## Réception critique et universitaire
L'ouvrage fut positivement reçu au sein de la communauté scientifique, bien qu'il ne connût pas une grande diffusion. Deux comptes-rendus furent publiés à ce sujet. 
Le premier fut écrit par Georges Cerbeland-Salagnac, un ethnologue de profession. Il est également un Membre de l'Académie des sciences d'outre-mer. Il a écrit un nombre impressionnant d'articles . Dans son compte-rendu, Cerbelaud-Salagnac fait de grands éloges à cette œuvre de Jacques Mathieu, insistant sur le fait que ce dernier « d’une manière [fort] complète » est venu faire de la lumière sur un sujet peu connu et peu étudié, le commerce maritime dans les colonies. De plus, les moyens utilisés par Mathieu quant à la documentation ont été peu exploités, signifiant que son travail repose sur des faits, tout au moins, peu connus. Si Cerbelaud-Salagnac résume ici le plan choisi par l’auteur et sa manière de procéder, qui est de traiter seulement de ce qui est sûr, pour en tirer des données fiables, il conclura en insistant de nouveau que ce livre « constitue une importante contribution à l’histoire des colonies françaises ». Si l'auteur du compte-rendu reconnaît tant de qualités dans la forme et dans le fond de cet ouvrage, c’est que ce livre de Jacques Mathieu décrit brillamment l’histoire du commerce colonial, ce commerce triangulaire si connu, mais non plus du point de vue de la métropole, mais de celui du Canada, apportant ainsi des connaissances peu connues du milieu universitaire.
Le second compte-rendu émane de la plume de Lucien-René Abenon, un professeur d'histoire enseignant à l'Université d'Antilles-Guyane. Il était un spécialiste de l'histoire antillaise, ayant publié quelques livres sur le sujet. Dans son compte-rendu publié en 1983, il affirme que l'ouvrage en question est fort pertinent étant donné que l'analyse du phénomène en suivant une perspective canadienne permet d'« étudier les faits sous une optique nouvelle » . Ainsi, l'apport des centres d'archives canadiens et de ses historiens favoriserait la connaissance de l'histoire commerciale de la France coloniale, dont « des pans entiers en restent ignorés ». Également, l'ouvrage souligne le rôle important que jouaient les Canadiens dans le cadre de ces échanges commerciaux, ce qui est régulièrement sous-estimé par les historiens français. Il révèle ainsi que les armateurs des principaux ports de la Nouvelle-France (Québec, Louisbourg) pouvaient « organiser de grandes expéditions maritimes »  à l'image des armateurs européens, rompant alors avec la perception communément acceptée. Abenon fait aussi la remarque que cette étude des opérations maritime est très novatrice. L'auteur du compte-rendu rejoint également Mathieu dans sa conclusion en admettant que bien que ces échanges intercoloniaux furent d'ampleur réduite face à ceux les liant avec la métropole, ils eurent néanmoins des conséquences notables au Canada sur le développement d'activités économiques, telles que des « recherches pour la navigation maritime, constructions navales, cultures des céréales, pêche ». Quant à la documentation, Abenon souligne le bon sens dont fait preuve l'auteur en cherchant ainsi à multiplier et à croiser ses sources, jugeant que « les accepter sans réserve risque de mener à des erreurs monumentales » . Enfin, il conclut son compte-rendu en identifiant les faiblesses de l'ouvrage, au nombre de trois. La première est le manque de cartes : l'ouvrage de Mathieu n'en contient qu'une, médiocre, qui représente la région antillaise. Le deuxième souci dans ce livre est l'absence presque totale de Saint-Domingue, qui, même si son commerce était moins important, prospérait au XVIIIe siècle. Enfin, la dernière faiblesse est de n'avoir pas accordé assez d'importance au commerce étranger, comme la contrebande aux Antilles.

## Annexe